# Elergella
Elergella es un género de foraminífero bentónico de la subfamilia Endostaffellinae, de la familia Endothyridae, de la superfamilia Endothyroidea, del suborden Fusulinina y del orden Fusulinida. Su especie tipo es Elergella simakovi. Su rango cronoestratigráfico abarca el Tournaisiense (Carbonífero inferior).

## Discusión
Clasificaciones más recientes incluyen Elergella en la subfamilia Spinoendothyrinae,  de la familia Loeblichiidae, de la superfamilia Loeblichioidea, del suborden Endothyrina, del orden Endothyrida, de la subclase Fusulinana de la clase Fusulinata.

## Clasificación
Elergella incluye a la siguiente especie:
- Elergella simakovi †